# Neonatalna holestaza
Neonatalna holestaza je nasledni ili stečeni poremećaj izlučivanja bilirubina, koji rezultuje konjugovanom hiperbilirubinemijom (ako je direktni bilirubin > 1 mg/dL) i novorođenačkom žuticom. Neonatalna holestaza obično se primećuje u prve dve nedelje života novorođenčeta, koje ima žuticu, tamnu mokraću, aholičnu stolicu i hepatomegaliju. Postoje brojni uzroci poremećaja koji se mogu otkriti laboratorijskim analizama, hepatobilijarnim pregledom i, ponekad, biopsijom jetre i operacijom.
Terapija se zasniva na lečenju specifičnog uzrok i pružanja potporne nege, uključujući dodatni unos vitamina topljivih u masti i hrane koja sadrži trigliceride srednje vrednosti u lancu i sadrži dovoljno kalorija.

## Epidemiologija
Incidenca holestaza na globalnom nivou je 1 na 2.500 živorođenih novorođenčadi, a incidencija bilijarne atrezije npr. u Sjedinjenim Američkim Državama oko 1 na 12.000 živorođenih novorođenčadi.

## Etiopatogeneza
Holestaza, ili zastoj u izlučivanju žuči, može biti rezultat еkstrahepatičnih ili intrahepatičnih poremećaja, mada se neki od ova dva poremećaja preklapaju.

### Ekstrahepatični uzroci holestaze
Najčešći ekstrahepatični poremećaj je:
Bilijarna atrezija
Bilijarna atrezija je opstrukcija bilijarnog stabla usled progresivne skleroze ekstrahepatičnih žučnih kanala. U većini slučajeva bilijarna atrezija se manifestira nekoliko nedelja nakon rođenja, verojatno nakon upale i ožiljaka ekstrahepatičkih (a ponekad i intrahepatičnih) žučnih kanala.
Retko je prisutan kod prevremeno rođene dece ili novorođenčadi na rođenju. Uzrok upalnog odgovora nije poznat, ali je upleteno nekoliko zaraznih mikorganizama, uključujući reovirus tipa 3 i citomegalovirus.

### Intrahepatički uzroci holestaze
Intrahepatički uzroci mogu biti: zarazni,  aloimuni,  metabolički, genetski, toksični.
Infekcija
Infekcije koje mogu izazvati holestazu su:
- virusne (npr  virus herpes simpleksa, citomegalovirus, rubeola),
- bakterijske (npr gram-pozitivna i gram negativna bakteremija, UTI uzrokovana Escherichia coli )
- parazitske (npr toksoplazmoza ).

Sepsa kod novorođenčadi na roditeljskoj ishranu takođe može izazvati holestazu.
Gestacijska aloimunska bolest
Gestacijska aloimunska bolest jetre uključuje transplantacijski prolaz majčinskog IgG koji indukuje komplement-posredovani membranski agresivni kompleks koji oštećuje jetru fetusa.
Metabolički uzroci
Metabolički uzroci uključuju brojne urođene greške metabolizma kao što su galaktosemija, tirozinemija, manjak antitripsina alfa-1, poremećaji metabolizma lipida, poremećaji mitohondrije i oštećenja oksidacije masnih kiselina . 
Genetski uzroci
Genetske oštećenja uključuju Alagille sindrom, cističnu fibrozu i sindrom bubrežne disfunkcione holestaze (ARC). Postoji i niz mutacija gena koji ometaju normalnu proizvodnju i izlučivanje žuči i uzrokuju holestazu (nastali poremećaji nazivaju se progresivna porodična intrahepatička holestaza).
Toksični uzroci
Toksični uzroci uglavnom nastaju upotrebom produžene parenteralne ishrane kod izuzetno prevremeno rođenih novorođenčadi ili novorođenčadi sa sindromom kratkog creva.
Idiopatski sindrom
Idiopatski sindrom neonatalnog hepatitisa (džinovski ćelijski hepatitis) je upalno stanje neonatalne jetre. Učestalost mu se smanjila, a postaje sve ređe jer poboljšane dijagnostičke studije omogućavaju identifikaciju specifičnih uzroka holestaze.

## Klinička slika
Klinička slika holestaze se obično primjećuje u prve dve nedelje života novorođenčeta, sa znacima: 
- žutice,[26]
- tamnog urina (koji sadrži konjugovani bilirubin),[27]
- aholične stolice,
- hepatomegalije
- hroničnim svrbežom (koji je čest),
- nedostatka vitamina rastvorljivog u masti

Progresija na grafikonima rasta može pokazati pad.
Ako osnovni poremećaj izazove fibrozu i cirozu jetre,  može se razviti portalna hipertenzija s naknadnomm distenzijom trbuha uzrokovanom ascitesom, proširenim trbušnim venama i znacima krvarenja u gornjim partijama gastrointstinalnog sistema, nastalih zbog varikoze jednjaka.

## Dijagnoza
| Etiologija                               | Dijagnostičke procedure                                                                                             |
| ---------------------------------------- | --- |
| Disfunkcija jetre                        | - Albumin, amonijak, PT/PTT, AST, ALT, GGT, - Ukupni i direktni bilirubin                                           |
| Infekcije.                               | - Urinokultura, - TORCH titri                                                                                       |
| Endokrinopatija                          | - TSH, tiroksin |
| Cistična fibroza                         | - Znojni test hlorida                                                                                               |
| Galaktozemija                            | - Neonatalni monitoring, - Reducirajuće supstance (npr galaktoza) u mokraći                                         |
| Manjak antitripsina alfa-1.              | - Serumski nivo alfa-1 antitripsina, - Nivo alfa-1 antitripsina - Testiranjem fenotipa                              |
| Genetske greške u sintezi žučne kiseline | - Nivoi žučne kiseline u mokraći i serumu - Genetsko ispitivanje                                                    |
| Urođene greške metabolizma.              | - Organske kiseline u mokraći, - Amonijak u serumu i serumski elektroliti                                           |
| Aloimune bolesti jetre                   | - Alfa fetoprotein, feritin, lipidni profil, - Tkivno gvožđe određeno iz usne ili jetre, - histološke bolesti jetre |

## Terapija
Tarapija se zasniva na lečenju specifičnih uzrok koji se mogu lečiti, unosu vitaminu A, D, E i K, unosu triglicerida srednjeg lanca, a ponekad unosom ursodeoksiholne kiseline.
Ako nema specifične terapije, lečenje je potporno i sastoji se prvenstveno od prehrambene terapije, uključujući dodatke vitamina A, D, E i K. Za odojčad koja su hranjena formulom, treba koristiti formulu koja sadrži trigliceride srednje vriednosti u lancu, jer se bolje apsorbuje uz prisustvo nedostatka žučne soli. Potrebnan je i unos odgovarajućih kalorija (novorođenčetu će možda trebati > 130 kalorija/kg dnevno. U novorođenčadi s minimalnim protokom žuči, ursodeoksiholna kiselina u dozi od 10 do 15 mg/kg jednom dnevno može ublažiti svrbež.
Odojčad s bilijarnom atrezijom zahtevaju hirurško istraživanje intraoperativnim kolangiogramom. Ako se potvrdi bilijarna atrezija, potrebno je uraditi portoenterostomiju (Kasai postupak). U idealnom slučaju, ovaj postupak treba izvesti u prvom ili drugom mesecu života. Nakon ovog razdoblja kratkotrajna prognoza značajno se pogoršava. Nakon operacije mnogi pacijenti imaju značajne hronične probleme, uključujući upornu holestazu, ponavljajući uzlazni holangitis i zastoj u napredovanju. U cilju profilakse često se propisuju antibiotici (npr trimetoprim/sulfametoksazol ) više puta tokom godinu dana u postoperativnom postupku kako bi se sprečio rastući holangitis. Čak i uz optimalnu terapiju, većina novorođenčadi razvije cirozu i zahtjeva im transplantaciju jetre.
Budući da aloimunska bolest jetre nema definitivni marker i/ili test, treba uzeti u obzir lečenje ubrizgavanje imunoloških globulina (IVIG) ili ranu zamensku transfuzije kako bi se eventualno zaustavilo trajno oštećenje jetre ako nije postavljena definitivna dijagnoza.

## Prognoza
Bilijarna atrezija je progresivna i, ako se ne leči, rezultuje:
- opstrukcijom jetre,
- hepatitisom,[42]
- cirozom i ranom portalnom hipertenzijom,
- smrću do 1 godine starosti.

Prognoza holestaze usled specifičnih poremećaja (npr metabolička bolest) je različita, i kraće se u rasponu od potpuno benignog toka do progresivne bolesti koja rezultuje cirozom.
Idiopatski neonatalni hepatitis sindrom obično se otežano rešava, dok trajno oštećenje jetre može dovesti već nakon nekoliko meseci do insuficijencije jetre i smrti.
Aloimune bolesti jetre imaju lošu prognozu, ako izostane rana intervencije.

## Spoljašnje veze
|  | Molimo Vas, obratite pažnju na važno upozorenje u vezi sa temama iz oblasti medicine (zdravlja). |